# Monetazione di Salerno

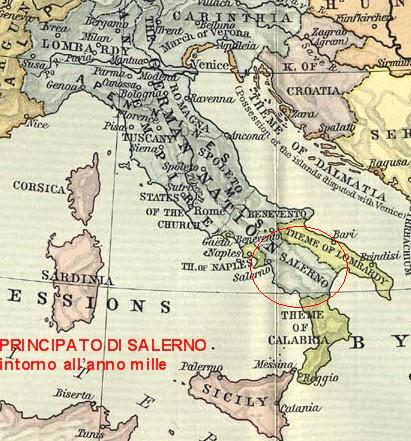
Il Principato longobardo di Salerno intorno al mille raggiungeva il mar Ionio ed includeva tutta l'attuale Basilicata

La massima espansione del Principato longobardo di Salerno avvenne con Guaimario IV, quando tutta l'Italia meridionale continentale ne faceva parte (anche il Duca di Napoli se ne dichiaró "vassallo")

Con monetazione del Principato di Salerno, ci si riferisce alle monete coniate tra l'839 circa e il 1198, anno in cui l'imperatrice Costanza d'Altavilla soppresse la zecca cittadina.
La zecca ebbe origine quando nell'839 Sicardo di Benevento fu assassinato in una congiura ordita dal suo tesoriere e successore Radelchi. Il popolo di Salerno proclamò allora principe il fratello di Sicardo, Siconolfo. Lo scontro fra i due pretendenti durò oltre dieci anni e in questo periodo Siconolfo trasferì a Salerno la capitale del principato beneventano. 
A seguito dell'istituzione dell'autonomo principato longobardo di Salerno, Siconolfo iniziò a battere solidi d'elettro e denari d'argento sui quali continuava a comparire la dizione princeps benebenti per le pretese al trono avanzate da Siconolfo. 
Inizialmente, dunque, furono coniati soprattutto i suddetti due tipi monetali, fino al periodo compreso tra l'ascesa al trono di Gisulfo I e la caduta del principato con Gisulfo II, cento anni dopo. In questo periodo iniziarono ad essere coniati tarì d'oro ad imitazione delle monete islamiche circolanti nel sud Italia e nella vicina Amalfi.
Inizialmente questi tarì erano riproduzioni più o meno fedeli degli originali, con legende pseudo cufiche, successivamente sostituite con scritte inneggianti ai sovrani cattolici del principato.
Tale scelta era dettata da motivi economici. Da diversi anni, infatti, nell'Italia meridionale circolavano monete bizantine e islamiche come i roba' i degli emiri siciliani e del Nordafrica. Con Gisulfo II inizia la coniazione di follari ai tipi dei modelli bizantini, con il raggiungimento di alti livelli stilistici come per il follaro alle fortificazioni riportante la famosa dicitura Opulenta Salernu.
Con la conquista normanna della città continua la coniazione di tarì e follari, con i loro multipli e sottomultipli. La caratteristica della monetazione salernitana è la varietà di tipi monetali, spesso differenti per piccoli dettagli, e la catena di ribattiture che lega molte monete e che, in diversi casi, ci consente una datazione precisa. 
Gli ultimi signori a battere moneta in città furono gli imperatori svevi Enrico VI e Costanza d'Altavilla, ultima discendente della gloriosa famiglia normanna.

## Siconolfo (840-851)
Era fratello di Sicardo, assassinato dal pretendente Radelchi. In reazione all'uccisione di Sicardo, il popolo di Salerno, sottoposto alla signoria beneventana, proclamò principe Siconolfo (che era stato esiliato dal fratello a Taranto e costretto al sacerdozio), in opposizione a Radelchi che nel frattempo veniva acclamato principe a Benevento. Fra i due scoppiò una lunga e accesa guerra che portò all'intervento armato in Italia dei mercenari musulmani. Fu infatti Radelchi il primo a chiamare in proprio soccorso i Saraceni nell'841, seguito poi dallo stesso Siconolfo che fece altrettanto contro il suo rivale, al quale inflisse una pesante sconfitta alle Forche Caudine.
Nell'inverno dell'851, anno di fondazione del principato, però, ferito (o colpito da violenta febbre secondo altri) durante una battuta di caccia, Siconolfo morì e il trono di Salerno fu ereditato dal figlio Sicone.
Come si è detto Siconolfo iniziò la coniazione di monete nella città con la produzione di solidi e denari.

## Principi longobardi (849-1052)
Principi
- 851 - 853 Sicone II
- 853 Pietro
- 853 - 861 Ademaro
- 861 Dauferio
- 861 - 880 Guaiferio
- 880 - 900 Guaimario I
- 900 - 946 Guaimario II
- 946 - 978 Gisulfo I
- 978 - 981 Pandolfo Testaferrata
- 981 Pandolfo II
- 981 - 983 Mansone I
- 981 - 983 Giovanni I, co-reggente
- 993- 994 Giovanni II
- 994 - 1027 Guaimario III
- 1027 - 1052 Guaimario IV
- 1052 (giugno) Pandolfo III

Come si è detto, nel periodo longobardo si continuò la coniazione di denari d'argento, fino all'ascesa al trono di Gisulfo I che iniziò la produzione 
di tarì d'oro a imitazione delle monete dell'emiro Al Moez. Tali tarì presentavano legende cufiche più o meno contraffatte e, in alcuni casi, legende latine. La produzione di queste monete sostituì quella dei solidi. Di questo periodo si conoscono monete di Pietro e del figlio Ademaro, di Guaiferio e Guaimario che coniarono solo denari in argento.

## Gisulfo II (1052-1077)
È con Gisulfo II, ultimo principe longobardo, che la monetazione salernitana ha maggiore impulso. Si inizia la produzione di follari imitanti quelli prodotti dalle zecche orientali dell'impero di Costantinopoli. Va al prof. Philip Grierson il merito di aver notato l'indiscussa somiglianza tra l'histamenon di Costantino X e il dritto delle monete alle fortificazioni con dicitura Opulenta Salernu. Gisulfo II successe a Guaimario IV nel 1052, affidandosi spesso alla protezione dei numerosi mercenari normanni stanziatisi nel sud Italia, soprattutto appartenenti alle casate Drengot e Altavilla.
Diede in moglie la sorella Sichelgaita al condottiero normanno Roberto il Guiscardo che, ambizioso e avido di ricchezze, assediò la città, prendendola per fame. Gisulfo resistette nella rocca ma alla fine fu costretto a cedere. Nel 1077 termina il governo longobardo di Salerno.

## Roberto il Guiscardo (1077-1085)
Roberto il Guiscardo, figlio di Tancredi d'Altavilla, conquista Salerno nel 1077. Inizialmente in contrasto con il papa Gregorio VII per aver invaso la marca di Ancona, fu poi riconosciuto dal pontefice. Quando l'imperatore Enrico IV, eletto l'antipapa Clemente III, calò con un forte esercito a Roma assediando il pontefice a Castel Sant'Angelo, il Guiscardo raggiunse Roma e la saccheggiò, respingendo l'imperatore e portando con sé a Salerno il papa. Con il Guiscardo, Salerno fu inglobata nei restanti domini normanni e divenne capitale del ducato di Puglia e Calabria.
Il follaro più caratteristico e importante tra quelli emessi sotto il governo del duca di Puglia e Calabria è, senza dubbio, il follaro alle fortificazioni con al rovescio la dicitura Victoria. Il prof. Grierson poté attribuire in modo certo tale moneta al Guiscardo per una serie di ribattiture su follis di Niceforo III, coevo al Guiscardo.

## Duchi Normanni (1085-1154)
Duchi
- 1085 - 1111 Ruggero Borsa
- 1111 - 1127 Gran Conte di Sicilia e Duca di Puglia Guglielmo
- 1127 - 1154 Ruggero II

Dopo la morte di Roberto il Guiscardo, gli successe come duca il figlio Ruggero detto Borsa. Nel 1089 Urbano II gli rinnovò l'investitura a duca di Puglia e Calabria. Coniò monete dai caratteri non ben definiti e più rozze rispetto alla precedenti. Alla sua morte gli successe il figlio Guglielmo che fu a sua volta ri-investito Gran Conte di Sicilia e duca di Puglia. Coniò ramesine, follari e loro frazioni.
Ruggero II, figlio di Ruggero I fratello del Guiscardo e nominato da questi signore di Sicilia, fu eletto principe a Salerno nel 1105, dopo la morte senza eredi di Guglielmo. Fu autore della riunificazione di tutto il sud Italia e si rese protagonista di aspri scontri con il papato e l'impero. Fu sconfitto dall'imperatore Lotario II che, però, morì in Sicilia nel 1137. Ruggero poté dunque riprendere possesso delle sue terre, sconfiggendo l'esercito papale in Puglia e ottenendo l'investitura a re di Sicilia, duca di Puglia e principe di Capua. La monetazione di Ruggero II è tra le più prolifiche e ricche di dettagli e particolarità tra quelle del periodo normanno. Continuò la produzione di tarì d'oro e coniò un numero impressionante di mezzi follari e frazioni di follari, tra cui alcune commemoranti la pace raggiunta col pontefice Innocenzo II.
Anche l'imperatore Lotario, durante il suo breve periodo di regno nel sud Italia, coniò alcune frazioni di follaro nella zecca di Salerno.

## Da Guglielmo I a Costanza d'Altavilla (1154-1198)
Duchi
- 1154 - 1166 Guglielmo I
- 1166 - 1189 Guglielmo II
- 1189 - 1194 Tancredi
- 1193 Guglielmo III, co-reggente con il padre

Nel periodo finale del governo normanno del sud Italia, nella zecca salernitana aumenta vertiginosamente la produzione di monete di piccolo taglio in rame, quali appunto le frazioni di follaro. Non si conoscono tarì coniati sotto Guglielmo I e si conosce un solo tipo di follaro. 
Con il figlio Guglielmo II, detto il Buono  in contrapposizione col padre, detto il Malo, si riprende il conio di tarì e resta costante la produzione di diverse frazioni. Tali caratteristiche sono proprie anche della monetazione salernitana di Tancredi.
A seguito della morte di Tancredi salì al trono il figlio Guglielmo III sotto la protezione della madre Margherita di Navarra. Enrico VI giudicò di non avere più ostacoli alla conquista del regno e assediò e conquistò la città di Salerno, vendicando la prigionia della moglie Costanza. Giunto in Sicilia promise al giovane re e alla madre la contea di Lecce e il principato di Taranto. Impossessatosi del regno e tradito il patto coi regnanti normanni, li inviò in Germania come prigionieri e si macchiò di terribili crimini nei confronti della nobiltà normanna. La moglie Costanza, disgustata dal comportamento del marito, si schierò contro di lui e lo costrinse a lasciare l'Italia, abdicando a favore del figlio, Federico II di Svevia. 
La coppia di imperatori svevi fu l'ultima a coniare monete nella città di Salerno. Si conoscono solo poche e estremamente rare frazioni di follaro.